# Садерланд (Јута)
Садерланд (енгл. Sutherland) насељено је место без административног статуса у америчкој савезној држави Јута.

## Демографија
По попису из 2010. године број становника је 165.
| Група             | 2000.    | 2010.       |
| Белци             | 0 (0,0%) | 153 (92,7%) |
| Афроамериканци    | 0 (0,0%) | 0 (0,0%)    |
| Азијати           | 0 (0,0%) | 0 (0,0%)    |
| Хиспаноамериканци | 0 (0,0%) | 10 (6,1%)   |
| Укупно            | 0        | 165         |